# Omri Glazer
Omri Glazer (în ebraică עומרי גלזר; n. 11 martie 1996, Tel Aviv, Israel) este un fotbalist profesionist israelian care evoluează ca portar la clubul sârb Steaua Roșie Belgrad și la echipa națională a Israelului.